# 畑山博
畑山 博（はたやま ひろし、1935年5月18日 - 2001年9月2日）は、東京府出身の小説家、文学研究者。

## 経歴
東京に生まれ、幼くして父を亡くし、戦中後は、母、兄弟たちと小諸市大里村飼場に疎開する。
日本大学第一高等学校中退後、旋盤工など数々の職を経て、1966年に放送作家としてデビュー。同年に「一坪の大陸」で第9回群像新人文学賞の小説部門優秀作。
1972年に「いつか汽笛を鳴らして」（「文学界」同年4月号に掲載）で芥川賞を受賞した。地方出身の男女の恋愛を描いた小説「海に降る雪」（1976年）は、1984年に中田新一監督によって映画化された。「つかのまの二十歳」（1982年）は、同年の課題図書（高等学校）に選定された。
後年は神奈川県葉山町下山口の丘陵地で土地を耕し、16匹の動物と暮らしながら宮沢賢治研究に従事した。

## 著書
- 『狩られる者たち』（文藝春秋 1971年 のち旺文社文庫）
- 『ひたちうたがき』（小沢書店 1972年）
- 『母を拭く夜』（講談社 1972年 のち講談社文庫）
- 『蝸牛のように』（文藝春秋 1972年）
- 『はにわの子たち』（文藝春秋 1972年 「いつか汽笛を鳴らして」所収）
  - 『いつか汽笛を鳴らして』（改題）（文藝春秋 1982年 のち文春文庫）
- 『駈けてくる朝』（中央公論社 1973年）
- 『あしみじの土』（文藝春秋 1973年）
- 『神さまの親類』（集英社 1974年 のち集英社文庫）
- 『満員電車と日時計』（筑摩書房 1974年）
- 『群れを離れた狼は』（青春出版社 1975年）
- 『青春に何をのこすか』（大和書房 1975年）
- 『さらばこの幸せに汚されし街よ』（文藝春秋 1976年）
- 『海に降る雪』（講談社 1976年 のち講談社文庫）
- 『石の母』（講談社 1977年9月）
- 『オーロラの街へ』（毎日新聞社 1977年1月）
- 『四角い女』（集英社 1977年10月）
- 『埋もれた遺書 日本の母たち』（潮出版社 1977年11月）
- 『いま旅立つ君に』（PHP研究所 1978年1月）
- 『爆発する世代 日本の教育』（潮出版社 1978年3月）
- 『罠〈告発—日本の裁判〉』文藝春秋、1978年5月30日。
- 『冬のスサノオ』（集英社 1978年7月）
- 『禁じられた祭 日本の辺境』（潮出版社 1978年10月）
- 『賢い女やさしい女』（文化出版局 1978年4月）
- 『2001年のサラリーマン』（平凡社 1979年10月）
- 『オリンポスの娘』（文藝春秋 1979年12月）
- 『愛の出発点』（文化出版局 1980年3月）
- 『甦る教育 ヒューマン・ドキュメント』（PHP研究所 1980年3月）
- 『小さな箱舟』（潮出版社 1980年9月）
- 『10年後どんな母親が勝つか ふれあい家庭教育論』（毎日新聞社 1981年3月）
- 『イソップ風仙人術入門』（冬樹社 1981年3月）
- 『幼き性の宴 小中高生非行の記録』（潮出版社 1981年4月）
- 『二人だけの島』（講談社 1981年8月）
- 『世紀末にっぽん』（東京新聞出版局 1981年8月）
- 『つかのまの二十歳』（集英社 1982年 のち集英社文庫）
- 『賢い母親の条件 その時母親たちはどうしたか』（毎日新聞社 1982年3月）
- 『詩のように生きた女たち』（潮出版社 1982年6月）
- 『人生の忘れもの』（講談社 1982年7月）
- 『3番線ホームの少女』（潮出版社 1983年8月）
- 『可愛い女』（講談社 1983年2月）
- 『泉のある家』家の光協会 1983年7月）
- 『心が痛い 十代の受難』講談社現代新書 1983年8月）
- 『泣かない女』（新潮社 1983年9月）
- 『星を飼う男』（東京新聞出版局 1984年3月）
- 『いい女・いい出逢い』（講談社文庫 1984年5月）
- 『10年後どんな子供が勝つか』（講談社 1984年4月）
- 『わが心の宮沢賢治』（佼成出版社 1984年）のち学陽書房（人物文庫）
- 『黒ナイル』（中央公論社 1984年10月）
- 『幻のオホーツク共和国』（学習研究社 1984年10月）
- 『雪花』（潮出版社 1985年11月）
- 『ぶどう棚の家』（講談社 1985年6月）
- 『わが子の知能がぐんぐん伸びる有機勉強法 畑山博の新家庭教育論』（大和出版 1985年6月）
- 『独断と偏見のすすめ 仕事の出来る男の発想法 ビジネスマンへ』（第一企画出版 1985年2月）
- 『告発 子供が壊される』（旺文社 1986年11月）
- 『ひらけごま』（ドキュメント・わが母）（旺文社 1986年3月）
- 『10年後どんな父親が勝つか』（潮出版社 1986年4月）
- 『死せる銀河』（毎日新聞社 1986年8月）
- 『いのちの棲家』（文藝春秋 1987年4月）
- 『イカロスの夏』（集英社 1987年7月）
- 『四万十川の女』（潮出版社 1987年7月）
- 『ベートーベン』（講談社（少年少女伝記文学館） 1988年11月）
- 『教師宮沢賢治のしごと』（小学館 1988年11月 のち小学館ライブラリー）
- 『神の汚し忘れた隠れ里』（文藝春秋 1989年12月）
- 『神よりも尊き者たち』（毎日新聞社 1990年7月）
- 『宮沢賢治幻想辞典 全創作鑑賞』（六興出版 1990年10月）
- 『アライグマ又三郎』（講談社 1990年11月）
- 『銀河動物園』（毎日新聞社 1990年12月）
- 『紫式部事件帖』（毎日新聞社 1991年12月）
- 『十七歳 大人はわかっていない』（いんなあとりっぷ社 1991年3月）
- 『生きるのが無器用な人へ あなたも宮沢賢治してみないか』（第一企画出版 1991年9月）
- 『「銀河鉄道の夜」探検ブック』（文藝春秋 1992年4月 のち文春文庫）
- 『「超俗」の生活』（講談社 1993年6月）
- 『択捉海峡』（文藝春秋 1993年1月）
- 『星の降る庭』（家の光協会 1994年3月）
- 『葉山の自然に生きる』（マガジンハウス（野外の手帖） 1994年8月）
- 『宮沢賢治の夢と修羅 イーハトーブのセールスマン』（プレジデント社 1995年9月）
- 『美しき死の日のために 宮沢賢治の死生観』（学習研究社 1995年12月）
- 『ホルスの谷』（集英社 1995年5月）
- 『銀河鉄道魂への旅』PHP研究所 1996年9月）
- 『宮沢賢治幻想紀行』（石寒太共編著 求竜堂グラフィックス 1996年5月）
- 『宮沢賢治〈宇宙羊水〉への旅』（日本放送出版協会（NHKライブラリー） 1996年12月）
- 『宮沢賢治幻の羅須地人協会授業』（廣済堂出版 1996年7月）
- 『何があなたの来世を決めるか この世をサヨナラした後』（歴思書院 1997年6月）
- 『サン＝テグジュペリの宇宙 「星の王子さま」とともに消えた詩人』（PHP新書 1997年9月）
- 『織田信長』（学陽書房 1998年6月）
- 『新人物日本史・光芒の生涯』（学陽書房（人物文庫） 1999年10月）
- 『けんじ先生 宮沢賢治・幸福の授業』（PHP研究所 1999年8月）
- 『森の小さな方舟暮らし』（新思索社 2000年9月）
- 『一遍 癒しへの漂泊』（学陽書房 2000年12月）
- 『真田幸村』（学陽書房 2000年2月）
- 『地上星座学への招待』（日本放送出版協会（生活人新書） 2001年11月）